# Rob Roy (film)
Rob Roy  è un film del 1995 diretto da Michael Caton-Jones.

## Trama
Il film, ambientato nel 1713, è incentrato sulla figura di Robert Roy MacGregor, un capo clan e brigante scozzese, le cui gesta, fra lo storico ed il leggendario, sono state il soggetto di un romanzo di Walter Scott. La Scozia, a seguito dell'Atto di Unione del 1707, è da poco passata sotto il controllo inglese. 
All'inizio del film Rob Roy recupera alcune mandrie di bestiame rubate a James Graham, marchese di Montrose. Successivamente Roy decide di chiedere un prestito di 1000 sterline al marchese per acquistare una mandria, con l'intenzione di rivenderla per trarne profitto, dando come garanzia i propri possedimenti: 300 acri di terra. Secondo l'accordo, il marchese riceverà 1/5 dei profitti delle vendite. Rob manda il suo amico Alan MacDonald a prendere i soldi dal contabile del marchese, Killearn. Il contabile ordisce, però, un piano con Archibald Cunningham, un cinico e fatuo avventuriero inglese, che è dovuto riparare in Scozia, e si è messo a servizio del marchese. Killearn consegna a MacDonald la somma del prestito in contanti (anziché, come pattuito,  per mezzo di una nota di credito) e Archibald uccide Alan e ruba il denaro.
Rob, pur non essendo in grado di dimostrare il furto (non trovandosi il cadavere di Alan si diffonde la menzogna che questi sia ancora vivo e fuggito in America con il denaro), si reca dal marchese, il quale gli offre la possibilità di annullare il debito se testimonierà il falso contro il duca di Argyll, accusandolo di essere un giacobita. Rob, intenzionato a salvaguardare il suo onore, rifiuta l'offerta e si sottrae all'arresto ordinato dal marchese. Per ottenere vendetta, Montrose manda le truppe inglese agli ordini di Cunningham, nelle terre del clan McGregor, e Cunningham, dopo aver fatto razzia del bestiame, violenta la moglie e brucia la casa.
Mary farà giurare al fratello minore di Rob, Alasdair, di non raccontare nulla al marito dello stupro subito, perché vuole impedire a Cunnigham di riuscire nel suo piano, e cioè recare a Rob un'offesa tale da costringerlo ad uscire allo scoperto per vendicare l'onore della moglie. Betty, una serva messa incinta da Archibald e da lui abbandonata, si reca dalla moglie di Rob e le rivela il piano di Killearn e Cunningham per rubare i soldi. Killearn viene così rapito per firmare una testimonianza scritta del complotto, ma viene gravemente ferito con un'arma da taglio da Mary ed ucciso dal rancoroso Alasdair. Betty si suicida, impiccandosi disperata, mentre Rob si rifugia sui monti dove però viene braccato. Sentendosi in colpa per ciò che è successo a Mary, lo stolto Alasdair spara ai soldati di Archibald, rivelando la presenza di Rob e dei suoi amici. Alasdair e un amico di Rob vengono uccisi, ma prima di morire, Alasdair racconta a Rob la storia dello stupro di Mary. Rob viene catturato e portato al cospetto di Montrose. Durante il viaggio, Rob viene continuamente torturato e malmenato da Cunningham.
Destinato ad essere impiccato ad un ponte, Rob riesce però a fuggire, riuscendo a legare al cappio Cunningham che viene quasi strangolato.
Mary, nel frattempo, ha ottenuto l'aiuto del duca di Argyll, al quale viene rivelato il piano di Montrose per screditarlo politicamente e di come le disgrazie di Rob siano iniziate con il suo rifiuto di prestarvisi.
Rob, che ha raggiunto la moglie presso il duca, chiede e ottiene un duello con Cunnigham, e se vincerà avrà il condono del suo debito, mentre se morirà, sarà il duca di Argyll a saldare il debito di Rob a Montrose. Ferito e debilitato dalle precedenti percosse subite da Archibald, nel combattimento sembra impossibile che Rob possa salvarsi, ma mentre ormai sta soccombendo nel duello, ferito e caduto in ginocchio davanti a Cunningham, afferrata saldamente la spada del nemico, sorpreso e incredulo, per la lama, pur ferendosi alla mano, lo colpisce uccidendolo e si ricongiunge così alla sua famiglia. La moglie Mary gli confesserà di essere incinta e di non sapere se il padre del nascituro si lui oppure Cunningham che l'aveva violentata. Roy, con un tenero atto di amore e di rispetto per la moglie, accetta il figlio comunque come suo, ricostituendo l'unità familiare. 

## Sceneggiatura
La sceneggiatura del film è liberamente ispirata all'omonimo romanzo storico di Walter Scott (apparso nel 1817). La storia è stata portata sullo schermo varie volte.

## Riconoscimenti
- 1996 - Premio Oscar
  - Nomination Miglior attore non protagonista a Tim Roth
- 1996 - Golden Globe
  - Nomination Miglior attore non protagonista a Tim Roth
- 1996 - Premio BAFTA
  - Miglior attore non protagonista a Tim Roth
- 1996 - Kansas City Film Critics Circle Award
  - Miglior attore non protagonista a Tim Roth
- 1996 - Saturn Award
  - Nomination Miglior attore non protagonista a Tim Roth

## Curiosità
Il trailer di questo film è contenuto nel CD di installazione di Windows 95 come dimostrazione delle nuove potenzialità multimediali del sistema operativo.